# Göteborgs och Bohus läns norra valkrets
Göteborgs och Bohus läns norra valkrets var vid riksdagsvalen 1911–1920 en egen valkrets med fyra mandat. Den avskaffades vid valet 1921 då den uppgick i Göteborgs och Bohus läns valkrets.

## Riksdagsmän

### 1912–första riksmötet 1914
- Oscar Olsson, lmb (1912)
  - Gustaf Larsson, lmb (1913–1914)
- Carl Wallentin, lmb
- Sven Olsson, lib s
- Assar Åkerman, liberal vilde

### Andra riksmötet 1914
- Oscar Olsson, lmb
- Carl Wallentin, lmb
- Oscar Osberg, lib s
- Assar Åkerman, liberal vilde

### 1915–1917
- Gustaf Rydén, lmb
- Axel Sundberg, lmb
- Oscar Osberg, lib s
- Gustav Lindstam, s (1915–6/10 1916)
  - Carl Wilhelm Oskar Höglund, s (27/10 1916–1917)

### 1918–1920
- Oscar Olsson, lmb
- Axel Sundberg, lmb (1918)
  - Bernhard Corneliusson, lmb (1919–1920)
- Oscar Osberg, lib s
- Axel Ljungberg, s

### 1921
- Bernhard Corneliusson, lmb
- Oscar Olsson, lmb
- Oscar Osberg, lib s
- Axel Ljungberg, s